# Great Observatories Origins Deep Survey
Le Great Observatories Origins Deep Survey, ou GOODS (en français Relevé profond des origines par les Grands Observatoires), est un relevé astronomique qui combine les observations approfondies de trois « grands observatoires » de la NASA, à savoir le télescope spatial Hubble, le télescope spatial Spitzer et le télescope spatial X Chandra, accompagnés des données provenant d'autres télescopes spatiaux, comme XMM-Newton, et certains autres des télescopes terrestres les plus puissants au monde. GOODS doit donner aux astronomes la possibilité d'étudier la formation et l'évolution des galaxies de l'univers lointain, c'est-à-dire primordial.

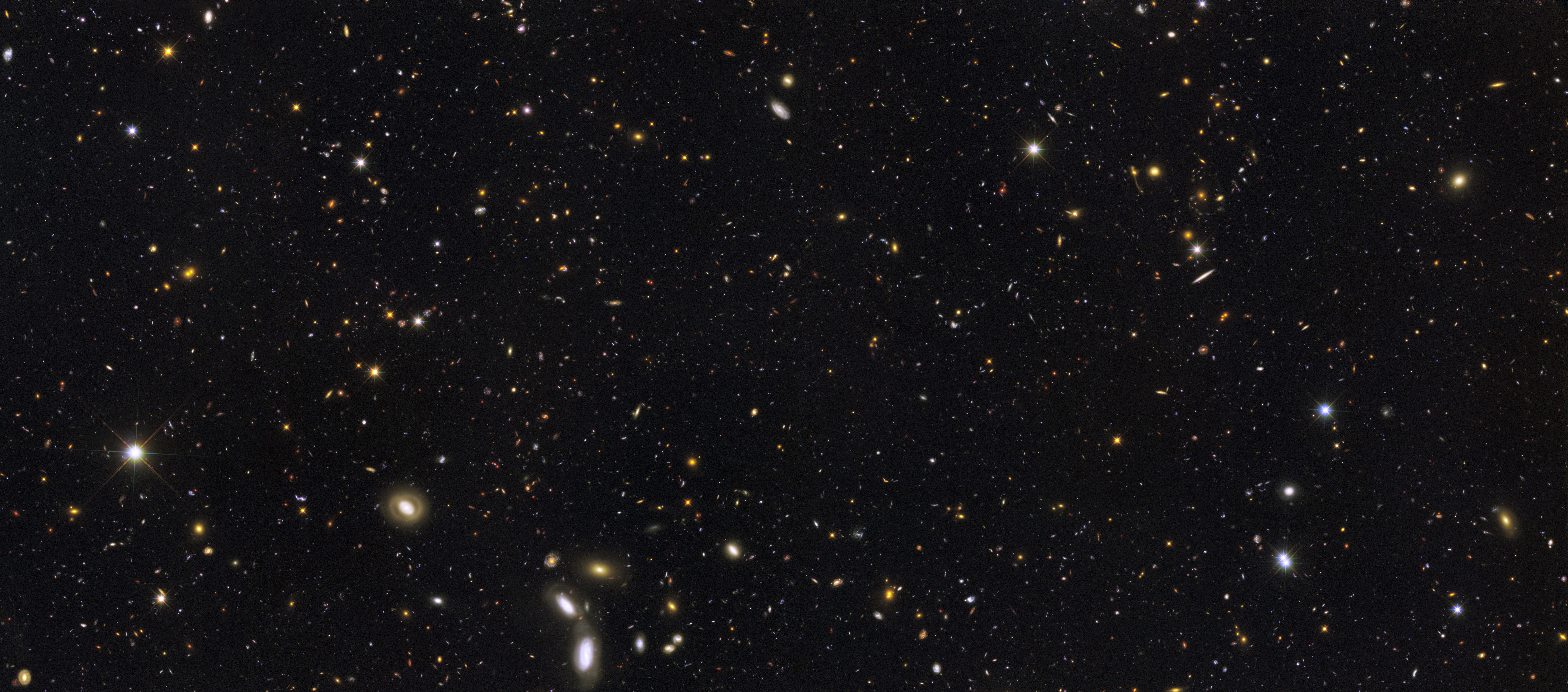
La composante provenant de Hubble du champ GOODS.

GOODS est composé d'images optiques et infrarouges prises avec l'Advanced camera for surveys (caméra avancée pour les relevés) installée sur le télescope spatial Hubble, ainsi que du Very Large Telescope, du télescope de 4 mètres du Kitt Peak National Observatory et des données infrarouges provenant du télescope Spitzer. Ces données sont additionnées aux données préexistantes dans le domaine des rayons-X collectées par l'observatoire X Chandra et le XMM-Newton de l'ESA. GOODS comporte deux champs de 10' par 16' (minutes d'angle). Le premier est centré sur le Champ profond de Hubble (Nord), coordonnées 12h 36m 55s +62° 14′ 15″, et le second sur le champ profond de Chandra Sud, à 3h 32m 30s -27° 48′ 20″. 
Les deux champs de GOODS sont les zones du ciel les plus riches en données en termes de profondeur et de longueurs d'onde couvertes.

## Instruments

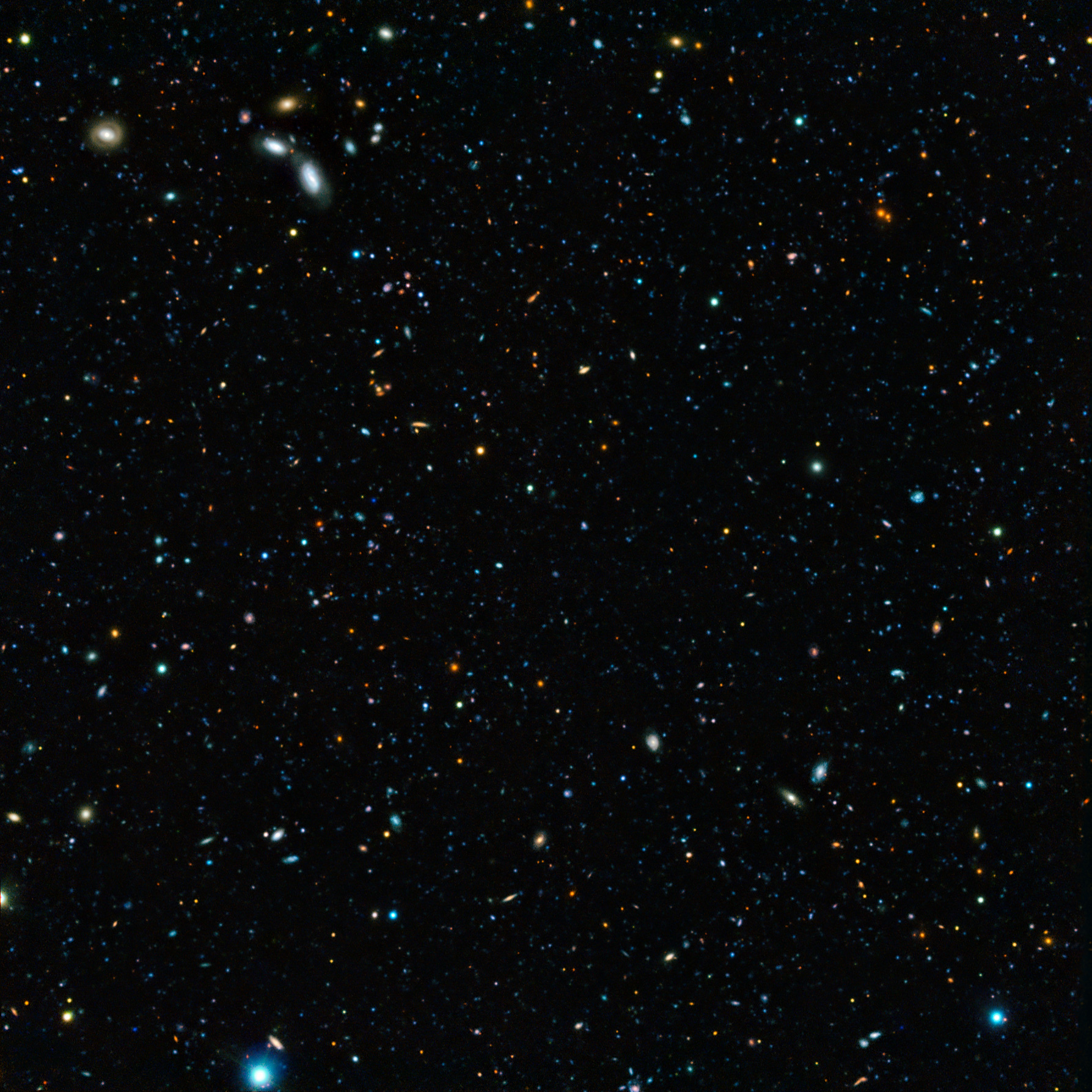
Image composite du Champ Sud de GOODS, résultant d'un relevé approfondi par deux des quatre télescopes géants de 8.20 mètres du VLT de l'ESO.

GOODS se compose des données provenant des observatoires spatiaux suivants :
- Hubble : imagerie optique de la caméra Advanced Camera for Surveys ;
- Spitzer : imagerie infrarouge ;
- Chandra : imagerie X ;
- XMM-Newton : télescope X appartenant à l'Agence spatiale européenne ;
- Herschel : télescope infrarouge appartenant également à l'Agence spatiale européenne ;

## Images d'Hubble
GOODS a utilisé l'Advanced Camera for Surveys d'Hubble avec 4 filtres centrés sur 435, 606, 775 et 850 nm (nanomètres). Il en résulte une carte couvrant trente fois la superficie du Champ profond de Hubble à une magnitude photométrique de sensibilité toutefois inférieure. Il dispose d'une résolution suffisante pour autoriser l'étude d'objets à l'échelle d'1 kpc à des décalages vers le rouge allant jusqu'à 6. Il fournit également des redshifts pour plus de 60 000 galaxies du champ, ce qui correspond à un excellent échantillon pour l'étude des galaxies brillantes à redshift élevé.

## Le télescope spatial Herschel
En mai 2010, les scientifiques ont annoncé que le jeu des données infrarouges du télescope spatial Herschel allait être adjoint à celui de GOODS, après une analyse initiale des données par l'instrument PACS and SPIRE d'Herschel. En octobre 2009, Herschel a réalisé des observations du Champ GOODS-Nord, et en janvier 2010, du Champ GOODS Sud. Il a à cette occasion identifié les sources du Fond diffus cosmologique infrarouge.